# KulturNav
KulturNav是一个在挪威发起的基于云计算的软件服务，用户可以创建，管理和分配命名规范和术语。该服务专注于博物馆和其他文化遗产机构的需求。软件由挪威艺术委员会发起，KulturIT ANS开发。
KulturNav旨在加强对档案馆，图书馆和博物馆中遗产信息的访问，使用共同的元数据在各机构之间工作。因此，许多机构可以合作建立标准命名和术语列表。元数据作为链接的开放数据（LOD）发布，可以与其他LOD资源进一步链接。应用程序编程接口（API）当前支持HTTP GET请求以读取数据。API调用目前尚未经过身份验证或授权，这意味着系统只返回任何用户可读的已发布内容。该系统是在Play Framework中使用Solr和jQuery一起开发的。
运营者KulturIT公司于2013年成立，由五个挪威博物馆和一个瑞典博物馆所有。是一个非盈利组织 。
KulturNav于2015年1月20日启动，目前正被挪威，瑞典和奥兰的约130家博物馆使用。2015年3月，瑞典国家摄影记录（Swedish national register of photography）开始转移到KulturNav网站。瑞典建筑师名册也可通过KulturNav获得。